# 콘스탄티노폴리스의 칼리스토스 2세
칼리스토스 2세 크산토풀로스 또는 크산토풀로스(그리스어: Κάλλιστος Β' Ξανθόπουλος; ?년 – 1397년경)는 1397년에 콘스탄티노폴리스 세계 총대주교로 다스렸던 비잔틴 헤시카주의 수도사이자 영성 작가였다. 그는 비잔티움의 황제 마누일 2세 팔레올로고스의 치세 동안 총대주교였으며, 그의 짧은 총대주교 통치 기간 동안 콘스탄티노폴리스는 오스만의 술탄 바예지드 1세에게 포위당했다.
그의 성은 그가 크산토풀로스 수도원 출신임을 나타낸다. 또 다른 수도사 이그나티오스 크산토풀로스와 함께, 칼리스토스는 헤시카주의 수도사들의 금욕적 실천에 관한 100개의 섹션의 글인 중요한 세기를 작성했다; 그것은 니코데모스 아기오리티스(그리스어: Νικόδημος ο Αγιορείτης)의 필로칼리아에 포함되었으며, 정교회의 영성에 큰 영향을 미쳤다. 14세기 총대주교의 과반수는 헤시카주의 전통의 수도사였다. 정교회 내에서 그의 기념은 11월 22일에 기념된다.